# Kleinstbuschratten
Die Kleinstbuschratten (Nelsonia) sind eine in Mittelamerika lebende Nagetiergattung aus der Gruppe der Neuweltmäuse. Sie umfasst zwei Arten.
Kleinstbuschratten erreichen eine Kopfrumpflänge von 12 bis 13 Zentimeter, wozu noch ein 11 bis 13 Zentimeter langer Schwanz kommt. Ihr weiches Fell ist am Rücken graubraun gefärbt, die Flanken sind hellrot und der Bauch und die Füße weißlich. Der lange Schwanz ist behaart.
Diese Nagetiere sind in Mexiko endemisch, wo sie die mittleren Landesteile bewohnen. Ihr Lebensraum sind Nadelwälder, wo sie bis in 3000 Meter Seehöhe vorkommen. Sie sind überwiegend nachtaktiv, tagsüber ziehen sie sich in Felsspalten und andere Unterschlupfe zurück. Ihre Nahrung dürfte vorwiegend aus Baumnadeln bestehen.
Beide Arten gelten als nicht häufig, werden aber von der IUCN als nicht gefährdet gelistet.
Es werden zwei Arten unterschieden:
- Die Goldman-Kleinstbuschratte (Nelsonia goldmani) ist von Colima und Jalisco bis zum Bundesstaat México verbreitet.
- Die Westliche Kleinstbuschratte (Nelsonia neotomodon) bewohnt die Sierra Madre Occidental von Durango bis Aguascalientes.

Die Kleinstbuschratten gelten systematisch als urtümliche Vertreter der Neotomini, einer Gattungsgruppe, die unter anderem noch die Amerikanischen Buschratten (Neotoma) umfasst.